# Hausmoning (Tittmoning)
Hausmoning ist ein Stadtteil von Tittmoning im oberbayerischen Landkreis Traunstein. Das Dorf liegt circa drei Kilometer südwestlich von Tittmoning.

## Baudenkmäler
Siehe: Liste der Baudenkmäler in Tittmoning#Weitere Ortsteile